# Жуково (Режевской городской округ)
Жуково — деревня в Режевском городском округе Свердловской области, Россия.

## География
Деревня Жуково муниципального образования «Режевского городского округа» расположено в 16 километрах (по автотрассе в 21 километрах) к северо-северо-востоку от города Реж, по обоим берегам реки Рассоха (левого притока реки Реж). В окрестностях села, в 1 километре к югу расположена скала Балабанов Камень, в 2 километрах к северо-западу проходит автотрасса Екатеринбург – Алапаевск. 

## Население
| 2002 | 2010 | 2021 |
| ---- | ---- | ---- |
| 48   | ↗49  | ↘42  |